# Estación de Canêdo
La Estación Ferroviaria de Canêdo, originalmente denominada Apeadero de Canêdo, es una antigua plataforma de la Línea del Támega, que servía a la localidad de Canedo de Basto, en el Distrito de Braga, en Portugal.

## Historia

### Planificación, construcción e inauguración
El 14 de abril de 1934, la Comisión Administrativa del Fondo Especial de Ferrocarriles aprobó la apertura de un concurso para la construcción del tramo entre Celorico de Basto y Arco de Baúlhe de la Línea del Támega, que fue terminado el 15 de enero de 1949; en este proyecto, estaba incluida la construcción de un apeadero en Canêdo.

### Declive y cierre
Debido al reducido movimiento, el tramo entre Arco de Baúlhe y Amarante fue cerrado al servicio el 1 de enero de 1990.

### Transformación en autopista
En 2007, la Cámara Municipal de Celorico de Basto lanzó un concurso para la implementación de una autopista en el lecho de parte de la antigua Línea del Támega; en este proyecto, también estaban incluidas obras de recuperación y valoración de varias estaciones en esta Línea, entre las cuales se encontraba la de Canêdo.